# Каретена

Бургундское королевство около 500 года

Каретена (Каратена или Харатто; лат. Ceretena, Carathena или Charattho; 456—16 сентября 506, Лион) — королева бургундов (не позднее конца 480-х — между 501 и 506) по браку с Гундобадом.

## Биография

### Ранние годы
Наиболее подробный раннесредневековый исторический источник о Каретене — написанная в её память стихотворная эпитафия. Ранее её автором считали Венанция Фортуната, но теперь большинство историков приписывает создание эпитафии Авиту Вьенскому. В этом сочинении сообщается целый ряд фактов о жизни Каретены: в том числе упоминается, что она была женой неназванного по имени короля бургундов. Хотя оригинал надписи был разрушен во время Религиозных войн XVI века, её полный текст сохранился в рукописи IX века. О Каретене сообщается также и в написанном около 800 года «Житии Марцелла Дийского». В то же время в трудах других раннесредневековых авторов (включая Григория Турского) о Каретене не упоминается.
О происхождении Каретены сведений не сохранилось. Согласно эпитафии, она скончалась в возрасте пятидесяти лет, на основании чего её рождение датируется 456 годом.

### Брак Каретены
Среди историков идут дискуссии о том, женой кого из правителей бургундов была Каретена. Долгое время её считали супругой Гундиоха, но впоследствии это мнение было отвергнуто. Также существует предположение, что мужем Каретены с 471 года был Хильперик I.
Распространено мнение, что Каретена была женой Хильперика II. В подтверждение этого предположения приводятся данные, что дочери Хильперика II Крона и Клотильда исповедовали никейское христианство, в то время как бо́льшая часть бургундов была арианами. Вероятно, такие религиозные пристрастия они могли получить от своей матери, также сторонницы ортодоксии. Утверждается, что так как Хильперик II владел Лионом, а вся известная деятельность Каретены была связана с этим городом, то она должна была быть женой именно этого правителя бургундов. Согласно этому мнению, именно Каретену имел ввиду Сидоний Аполлинарий, когда в 474 или 475 году упоминал о неназванной им по имени жене Хильперика II. Этот автор сравнивал королеву бургундов с Танаквиль и Агриппиной Старшей, оказывавшими большое влияние на своих мужей. В другом послании Сидоний Аполлинарий упоминал о помощи, которой ему оказала королева, когда он был оклеветан недоброжелателями перед Хильпериком II. Епископ Пациент Лионский также превозносил Хильперика II и его неназванную по имени супругу: короля за его пиры, а королеву за её постничество.

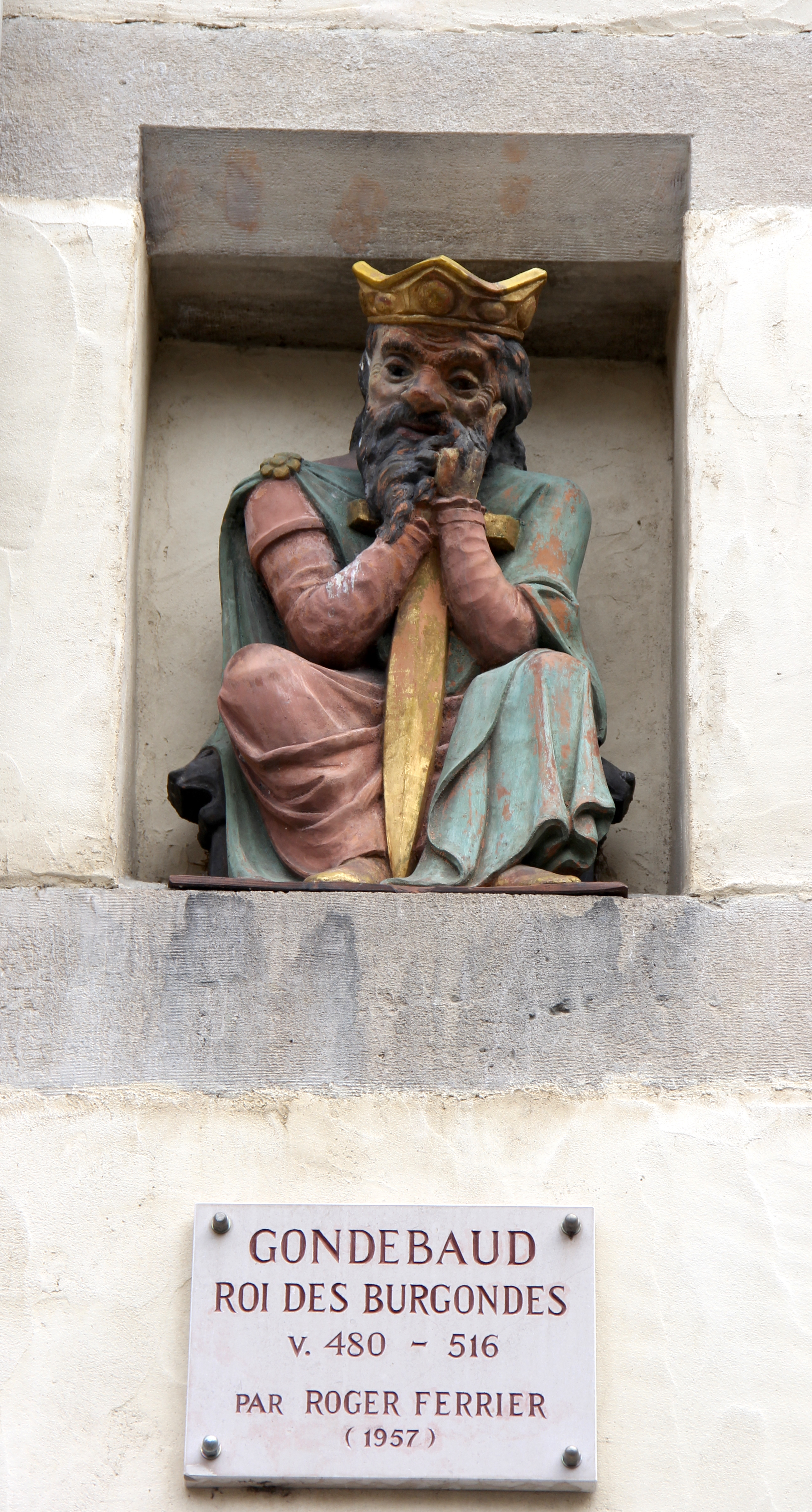
Король Гундобад.
Скульптура Роже Ферье на площади Бур-де-Фур в Женеве (1957 год)

Однако, скорее всего, Каретена была женой другого правителя бургундов, Гундобада. Об этом сообщается в житии святого Марцелла Дийского. Также одним из доводом против отождествления Каретены с женой Хильперика II являются описанные Григорием Турским обстоятельства смерти супруги этого монарха. Так, в «Истории франков» сообщается, что жена Хильперика II была убита по приказу Гундобада тогда же, когда погиб и её муж, смерть которого датируется периодом с 476 по 493 год. Эти данные явно противоречат приводимым в эпитафии свидетельствам о жизни и смерти Каретены. Также приводится довод, что после гибели Хильперика II король Гундобад овладел Лионом, и что именно к тому времени следует относить связанную с этим городом деятельность Каретены. В этом случае упоминания о супруге Хильперика II в письмах Сидония Аполлинария должны относиться не к Каретене, а к неизвестной по имени персоне.

### Королева бургундов
Из эпитафии Каретены следует, что она имела значительное влияние на своего супруга. Будучи в отличие от своего мужа-арианина исповедницей никейства, она, вероятно, была посредницей между королём и духовенством королевства бургундов, в большинстве своём состоявшим из сторонников ортодоксии. Известно, что Каретена старалась приобщить к никейству также своих ближайших родственников. Вероятно, Каретена сыграла важную роль в осуществлённом вопреки воле короля Гундобада обращении принца Сигизмунда из арианства в никейское христианство. Предполагается, что повторное крещение Сигизмунда было совершено Авитом Вьенским в 501/502 году или в 506 году.
Согласно средневековым источникам, хотя Гундобад и был арианином, он не только не препятствовал таким действиям Каретены, но и в тайне от своих соплеменников-ариан покровительствовал исповедникам никейского христианства. Это позволило королеве на собственные средства построить церковь Архангела Михаила в Лионе и основать при ней женский монастырь. Состоявшееся вскоре после 501 года освящение храма по просьбе Каретены провели наиболее известные епископы-никейцы Бургундского королевства: Авит Вьенский, Стефан Лионский и Марцелл Дийский. Авит и Вивентиол написали по этому случаю гомилии. Хотя культ архангела Михаила был широко распространён на христианском Востоке, построенный по повелению королевы бургундов храм стал первым, освящённым в честь этого святого в Галлии. Начиная с этого времени почитание святого архангела Михаила стало быстро распространяться на территории постримского Запада. Построенный стараниями Каретены храм Архангела Михаила также стал и первой известной погребальной церковью, основанной для членов семей правителей варварских государств.
Каретена содействовала епископу Марцеллу в получении от её супруга согласия на снижение налогов, взимавшихся со страдавших от голода жителей Ди. В житии этого святого сообщается, что Гундобад сначала категорически отказывался выполнить просьбу епископа, и согласился снизить налоги только после того, как Марцелл чудесным образом излечил от тяжёлой болезни служанку королевы.
Сохранилось свидетельство, что по просьбе неназванной по имени королевы бургундов её супруг Гундобад около 500 года повелел отослать обратно в базилику Святого Юлиана в Бриуде всю церковную утварь, захваченную бургундами во время одного из походов в Вестготское королевство. Вероятно, этой королевой была Каретена.
О том, матерью кого из детей Гундобада была Каретена, нет единого мнения. По предположению ряда историков, в браке Гундобада и Каретены родился только Сигизмунд, старший сын и наследник короля бургундов. По другому мнению, Каретена была матерью всех известных детей Гундобада: двух сыновей (Сигизмунда и Годомара II) и неизвестной по имени дочери, умершей вскоре после 500 года будучи уже обручённой. По третьему мнению, Каретена родила Гундобаду сына Сигизмунда и дочь, после смерти которой Авит Вьенский написал Гундобаду и его жене утешительное послание.

### Последние годы
Согласно эпитафии, за несколько лет до смерти Каретена покинула королевский двор и удалилась в основанный её монастырь, где вела предельно аскетическую жизнь. О причинах такого решения королевы ведутся дискуссии. Из эпитафии и писем Авита Вьенского можно сделать вывод, что Каретена придерживалась сексуальной воздержанности в отношениях с мужем, а после рождения наследника престола могла вообще отказаться от исполнения супружеского долга. Часть медиевистов считает, что аскеза Каретены привела к разводу её с мужем. Предполагается, что по требованию Гундобада его бывшая супруга была вынуждена уйти в монастырь, после чего король бургундов женился на неизвестной по имени женщине, ставшей матерью его младшего сына Годомара II. Предполагается, что негативную роль в отношениях Каретены и Гундобада могла сыграть и жена их сына Сигизмунда Острогото, в отличие от своего мужа бывшая арианкой. Возможно, Авит Вьенский пытался предотвратить развод королевской четы. Это следует из двух направленных епископом Гундобаду писем, в которых на основании Священного Писания и трудов Отцов Церкви рассматривались различные вопросы брачной жизни: в том числе осуждались разводы без веских на то оснований. По мнению других историков, уход Каретены в монастырь был вызван не раздорами в королевском семействе, а её сильной религиозностью.
В монастыре Каретена и умерла 16 сентября 506 года, после чего её похоронили в лионской церкви Архангела Михаила. По свидетельству Авита Вьенского, в память о своей скончавшейся жене Гундобад сделал щедрые поминальные дары церквям своего государства. В том числе, он подарил храму Архангела Михаила богато украшенный светильник. Однако все эти дары Гундобаду пришлось делать втайне, так как король опасался, что его покровительство христианам-никейцам вызовет недовольство исповедовавших арианство бургундов. Гундобад пережил Каретену на десять лет и скончался в 516 году. По одним данным, он до конца жизни так и остался арианином; по другим, незадолго до смерти под влиянием Авита Вьенского принял никейское вероисповедание.
Каретена — одна из немногих европейских королев V—VIII веков, деятельность которых достаточно подробно освещена в раннесредневековых источниках. В написанной Авитом Вьенским эпитафии Каретена представлена идеальной с точки зрения автора представительницей высших кругов знати варварских государств. Другие упоминающие королеву документы подтверждают такую оценку: она аскетична, в должной мере целомудренна, щедра к церкви и народу, и к тому же придерживается истинной веры. Вероятно, такой королева бургундов осталась и в памяти знавших её персон и их потомков. Возможно, позднейшие представительницы королевских семей и некоторые другие персоны (например, святые Клотильда, Радегунда и Рустикула) при основании ими женских монастырей вдохновлялись примером Каретены. Также не исключено, что дочь Хильперика II Крона приняла решение уйти в монастырь, вдохновившись аскетической жизнью королевы Каретены.

## Комментарии
1. ↑  Сторонники отождествления жены Хильперика II с Каретеной утверждают, что приводимые в сочинении Григория Турского данные о гибели этой королевы бургундов не соответствую исторической действительности. Якобы, после убийства супруга Каретена с согласия Гундобада ещё долгое время жила в основанном её дочерью Кроной монастыре Святого Виктора в Женеве и умерла в 506 году[15][17][18][25].
2. ↑  Иногда жену Хильперика II наделяют именем Агриппина[17][35]. Возможно, такое мнение возникло из-за приводимого Сидонием Аполлинарием сопоставления супруги короля бургундов с Агриппиной Старшей, женой древнеримского государственного деятеля Германика[36]. Однако, скорее всего, это мнение ошибочно, и многие современные историки считают, что имя супруги Хильперика II в раннесредневековых документах не сообщается[4][37].